# Рескупорід I (цар одрисів)
Рескупорід I (д/н — бл. 215 до н. е.) — цар одрисів в 240—215 роках до н. е.

## Життєпис
Син царя одрисів Котіса III. Ще за життя батька брав участь у походах. Був навіть заручником в Аполлонії для гарантування виконання угоди між Одриським царством і цим мітсом-державою. Близько 250 року до н. е. стає співправителем Котіса III.
У 240 році до н. е. після смерті або загибелі батька перебрав усю владу. Продовжував політику попередника щодо зміцнення держави та збереження рівних стосунків з західнопонтійськими містами-державами, насамперед Каллатією та Аполлонією. Про якісь визначні події в державі одрисів невідомо. Помер Рескупорід I близько 215 рокудо н. е. Йому спадкував Севт IV.